# Francis Picabia

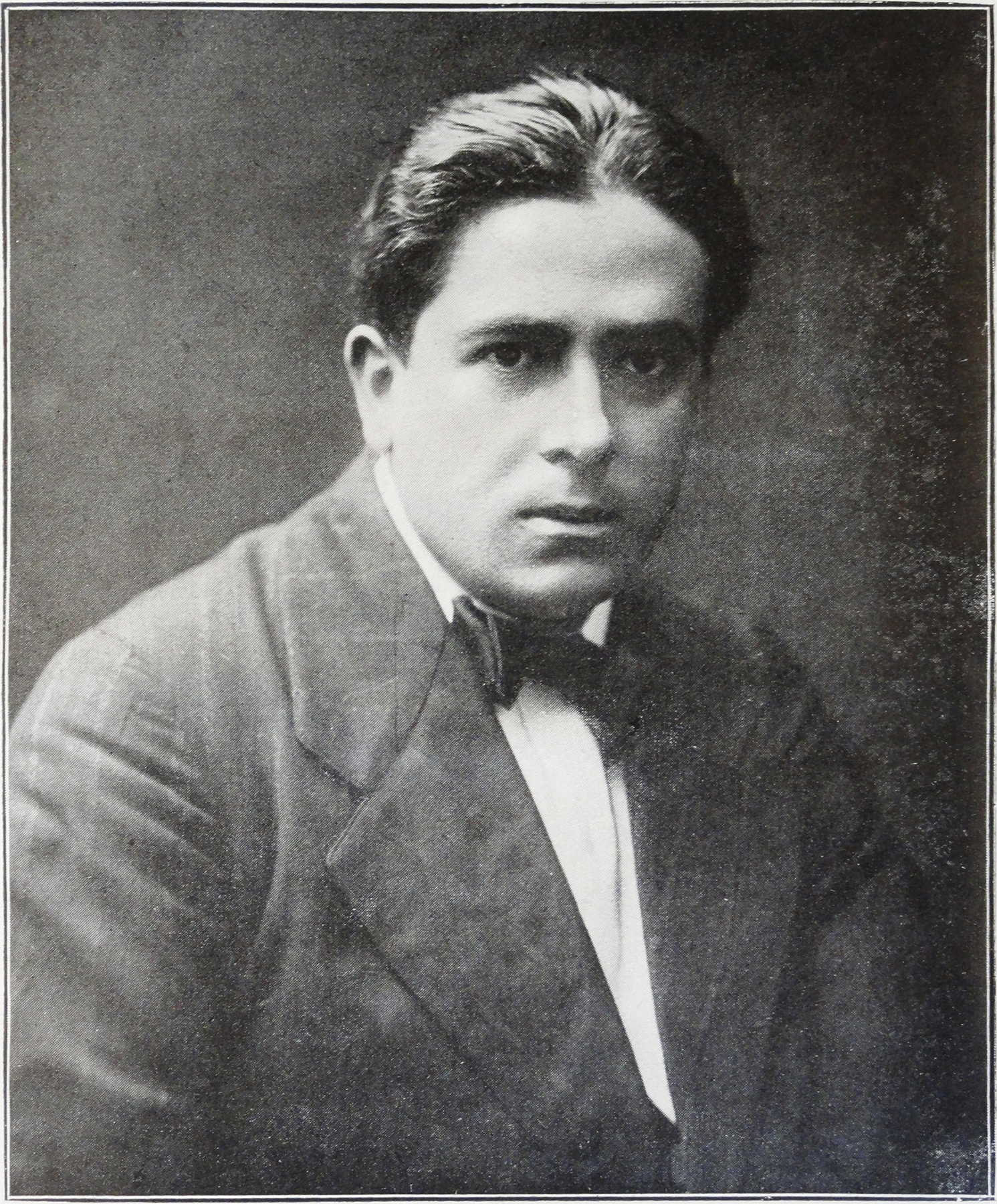
Francis Picabia, 1913

Francis-Marie Martinez Picabia (* 22. Januar 1879 in Paris; † 30. November 1953 ebenda) war ein französischer Schriftsteller, Maler und Grafiker.

## Leben

### Herkunft und Ausbildung
Francis Picabia war der Sohn von Francisco Vicente Martínez Picabia, einem kubanischen Botschaftsangestellten adliger Herkunft, und der Französin Marie Cécile Davanne, einer Bürgerlichen. Die Mutter starb an Tuberkulose, als er sieben Jahre alt war. Finanziell unabhängig studierte er von 1895 bis 1897 zunächst an der École des arts décoratifs in Paris, danach bei Fernand Humbert und bei Albert Charles Wallet (1852–1918) und ab 1899 bei Fernand Cormon in dessen Atelier.

### Ausstellungen in Paris und New York
Picabia wechselte mehrmals den Malstil. Er begann im Winter 1902/03 als Impressionist und stellte 1903 erstmals im Salon d’Automne und dem Salon des Indépendants aus. Seine erste Einzelausstellung hatte er 1905 in der Galerie Haussmann in Paris. Im Jahr 1909 entstand Caoutchouc, das erste Bild, in dem er sich mit dem Kubismus auseinandersetzte und das zugleich abstrakt war. Picabia verarbeitete jedoch auch weiterhin Elemente des Fauvismus und des Neoimpressionismus.

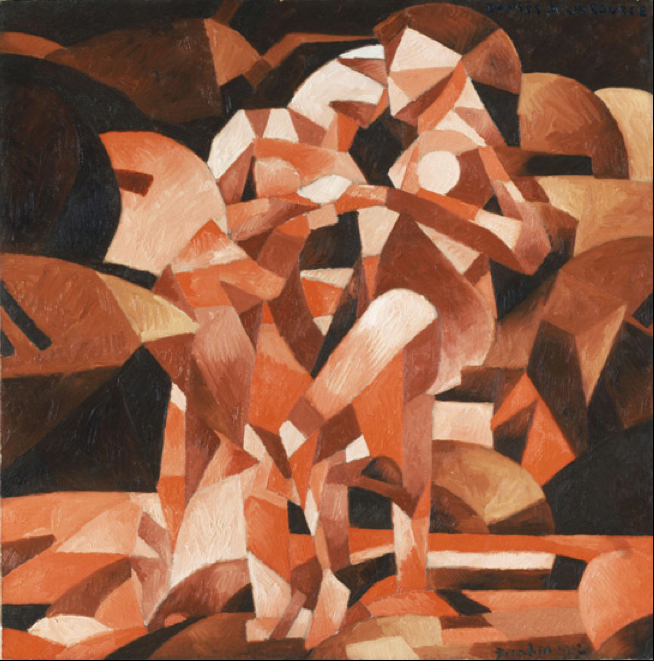
Danse au printemps von 1912; im Jahr 1913 in der Armory Show in New York ausgestellt

Im Jahr 1909 heiratete Francis Picabia die Komponistin Gabrielle Buffet, die ihn anregte, sich der abstrakten Malerei zuzuwenden. Die Ehe, der vier Kinder entstammten, wurde 1930 geschieden.

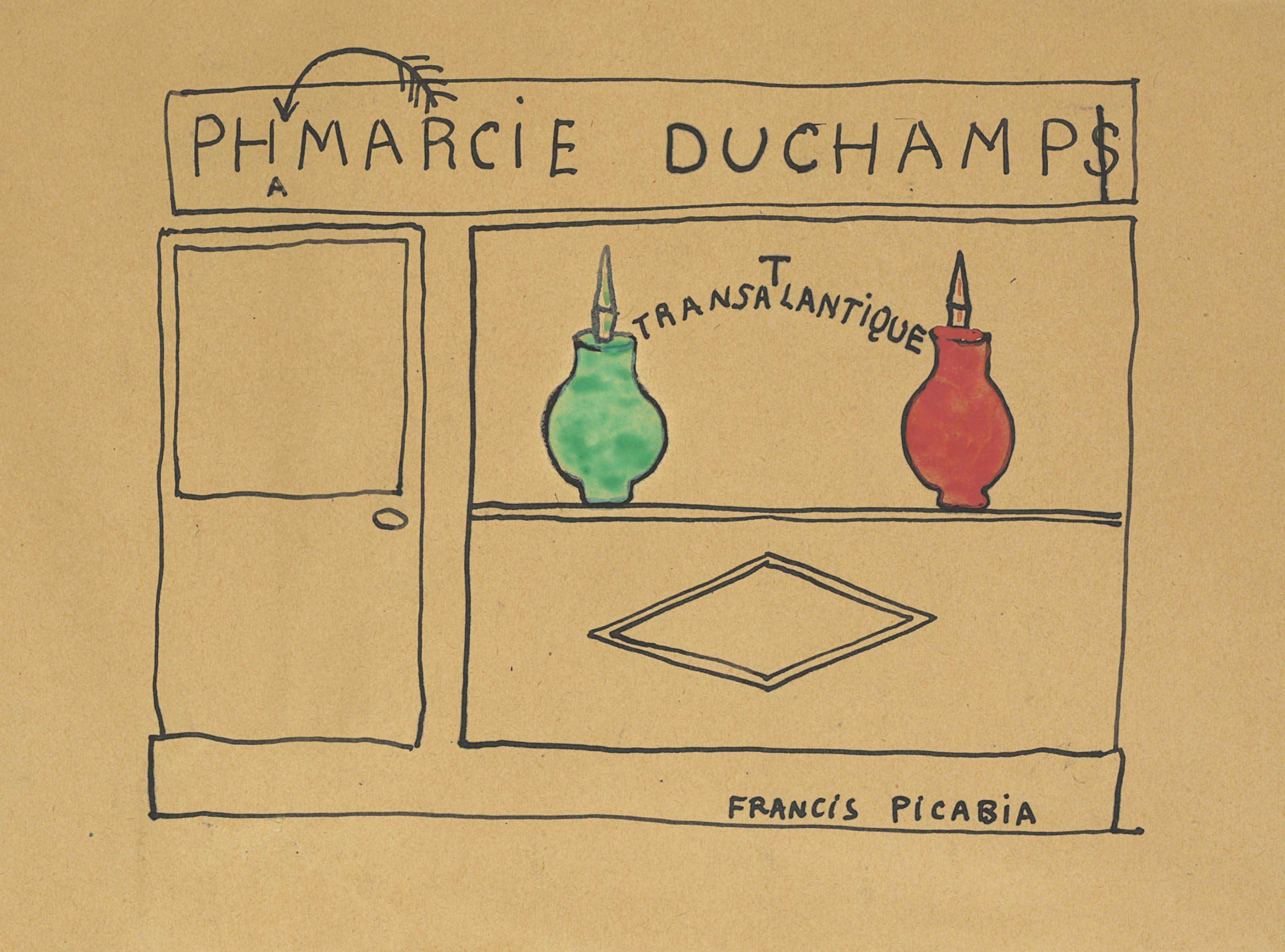
Phmarcie Duchamps, Gouache, um 1920

1911 lernte Picabia bei den sonntäglichen Zusammenkünften im Atelier von Jacques Villon unter anderem Fernand Léger, Roger de La Fresnaye, Albert Gleizes, Guillaume Apollinaire und Marcel Duchamp, mit dem er sich anfreundete, kennen und beteiligte sich im selben und dem folgenden Jahr an der Puteaux-Gruppe.
1913 nahm er an der in New York stattfindenden Armory Show teil, und Alfred Stieglitz, den Picabia in New York in dessen Galerie 291 kennenlernte, richtete dort eine Einzelausstellung von Picabias Werken ein. Picabia war 1912 neben Marcel Duchamp, Albert Gleizes, Juan Gris und Jacques Villon Mitbegründer der Section d’Or.
Im Ersten Weltkrieg ging Picabia nach New York und Panama. In den USA begann seine „mechanische Periode“ (1915–1921). Die Ursprünge hierfür lagen in seinem New-York-Aufenthalt im Jahr 1915 und der Inspiration durch die in ständiger Bewegung befindliche Großstadt. Die Erfahrung einer neuen Dimension innerhalb der menschlich-mechanischen Beziehung führte Picabia zur Verbindung von Titel und Bild, die in den 1915 entstandenen Werken, darunter Ici, c´est ici Stieglitz, foi et amour, Portrait d´une jeune fille americaine dans l´état de nudité, sowie in dem Porträt von Marius de Zayas und einem Canter betitelten Selbstporträt zu sehen ist. Die ersten Werke der mechanischen Periode erschienen in der 1915 von Stieglitz, de Zayas und Picabia gegründeten Zeitschrift, die sie nach Stieglitz’ Galerie 291 nannten. Picabias Kunst entwickelte sich in der mechanischen Periode von humorvollen satirischen Porträts (1915) über sexuelle Themen (1917/18, Prostitution Universelle, Machine tournez vite) hin zum Physikalischen. In den letzten Werken, zu denen Ortophone zählt, sollen das Menschliche und das Mechanische zusammenkommen.

### Gründung der „391“

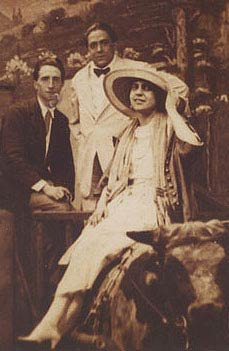
Marcel Duchamp, Francis Picabia und Beatrice Wood, New York 1917

Nach einer kurzen Liebesaffäre mit Isadora Duncan ging Picabia 1917 nach Barcelona. Dort gründete er die dadaistische Zeitschrift 391, deren Titel an den der oben genannten Zeitschrift 291 angelehnt war. Sie bereitete mit Dichtung, Essay und Grafik dem Dadaismus in Europa den Weg. Für die Zeitschrift, die von 1917 bis 1924 in mehreren Ausgaben erschien, arbeitete auch seine Ehefrau, Gabrielle Buffet-Picabia, als Autorin, Redaktionssekretärin und Produktionschefin. 1917 lernte Picabia in Barcelona Joan Miró kennen und begegnete zudem Marie Laurencin und Arthur Cravan. Auf Einladung Tristan Tzaras engagierte er sich in der Dada-Bewegung in Zürich und begründete 1919 die Pariser Dada-Bewegung mit, sagte sich jedoch 1922 davon los und näherte sich dem Surrealismus an.

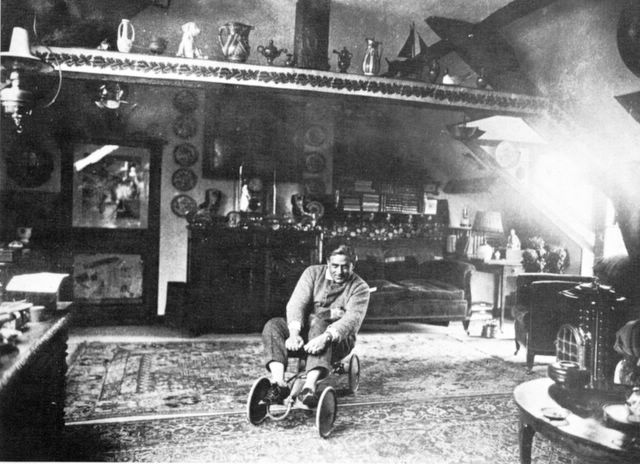
Picabia in seinem Haus in Tremblay-sur-Mauldre

Im Jahr 1922 zog Picabia mit seiner neuen Lebensgefährtin, Germaine Everling, für die er 1924 das Château de Mai in Mougins bauen ließ, nach Tremblay-sur-Mauldre nahe Paris und kehrte zur figurativen Kunst zurück. 1924 erschien die letzte Ausgabe von 391, in der Picabia eine Attacke gegen den Surrealisten André Breton lancierte. Im Dezember 1924 spielte Picabia in René Clairs dadaistischem Stummfilm Entr’acte mit. Dieser Film war Bestandteil des avantgardistischen Balletts Relâche, zu dem Picabia das Libretto geschaffen hatte. Erik Satie komponierte die Musik zum Ballett und die Filmmusik Cinema. Es war das erste Mal, dass ein Film in ein Bühnenstück eingefügt wurde. Die Premiere fand im Théâtre des Champs-Élysées statt und löste einen Tumult im Publikum aus.

### Picabia an der Côte d’Azur

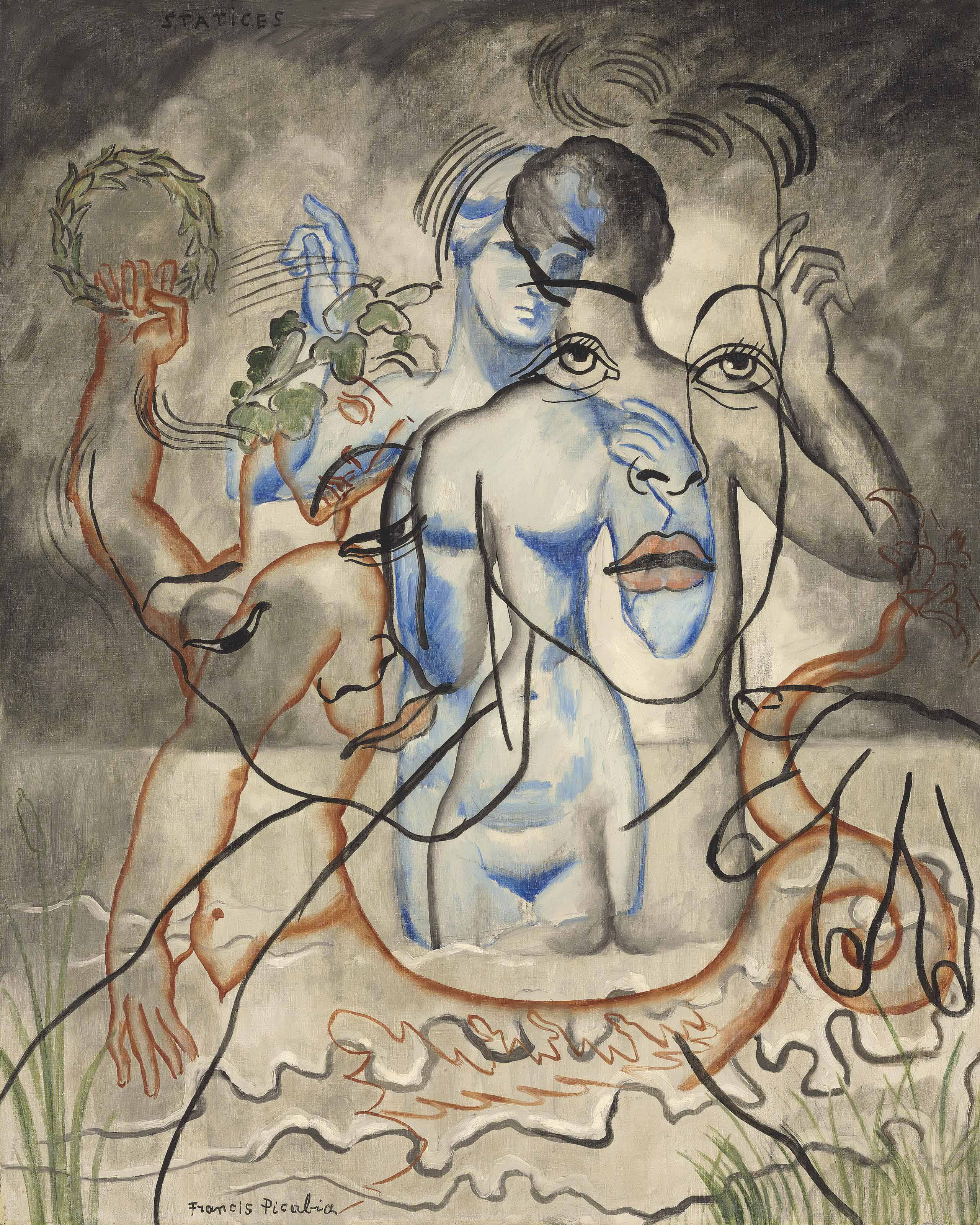
Statices von 1929, eines der Transparances

Von 1924 bis 1928, nach einem Umzug nach Cannes, widmete Picabia sich abermals einem neuen Stil: Er schuf neben dadaistischen Collagen und Gemälden zu spanischen Themen sogenannte „Monstres“, figurative Darstellungen, die vor allem Paare darstellen, deren Gesichtszüge verzerrt und mehrfach im Gesicht einer einzigen Figur abgebildet sind, z. B. Les Tropiques (Souvenir de Juan-les-Pins) (ca. 1925/26). In den sich überlagernden Gesichtern deutete sich an, womit Picabia sich in seiner nächsten Werkgruppe, den „Transparences“, beschäftigen würde.
Picabia reizte das Konzept von Transparenz sowie deren technischen Umsetzung in der Ölmalerei. In den „Transparences“ verwob er in übereinander angeordneten durchscheinenden Bildebenen kunsthistorische Anspielungen, die in dieser Zusammenstellung neue, zuweilen undurchschaubare Bedeutungen schufen. Dies ist eine der eklektizistischsten Schaffensperioden Picabias. Der Künstler selbst kommentierte die „Transparences“ wie folgt: „This third dimension, not made of light and shadow, these transparancies with their corner of oubliettes permit me to express for myself the resemblance of my interior desires […] I want a painting where all my instincts may have a free course […]“ William A. Camfield teilte die Periode in zwei Phasen ein: Die erste, von 1928 bis 1932, bezeichnet er als die der „transparencies“ (z. B. Sphinx von 1929 und Hera von ca. 1929); die daran anschließenden „superimpositions“ (1933 bis 1940, z. B. Rêve von 1935) hätten sich hingegen durch eine noch deutlichere Linienführung und die abnehmende Zahl einander überlagernder Bildebenen ausgezeichnet.

### Spätere Jahre

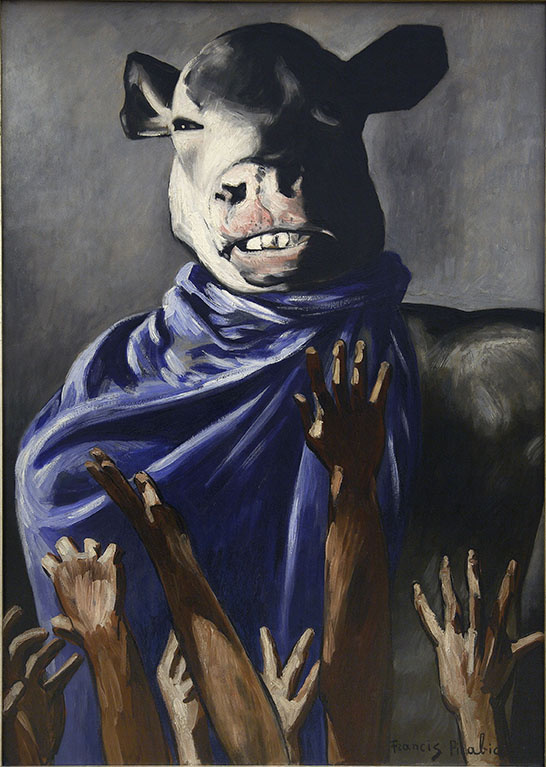
L’Adoration du veau, 1942

In den 1930er Jahren lernte Picabia Gertrude Stein kennen, mit der er Freundschaft schloss und die er 1933 porträtierte. 1940 heiratete er in zweiter Ehe Olga Mohler. Kurz vor dem Zweiten Weltkrieg wandte er sich in Anlehnung an sein Frühwerk erneut dem Impressionismus zu. Nach Ende des Krieges kehrte er nach Paris zurück; in dieser Zeit wurden seine Bilder abstrakt, und er schrieb Aphorismen. Er wurde der Kollaboration mit der deutschen Besatzungsmacht bezichtigt, doch für eine strafrechtliche Verfolgung fanden sich keine ausreichenden Beweise. Unterdessen erlitt Picabia einen ersten Schlaganfall; nach einem weiteren Schlaganfall im Jahr 1951 war er teilweise gelähmt. Zwei Jahre danach starb er in Paris. Seine Grabstätte befindet sich auf dem Cimetière de Montmartre.
Francis Picabia gilt als exzentrischer Künstler, der sich keinem politischen oder stilistischen Dogma unterordnen ließ. Er beeinflusste die moderne Kunst, vor allem den Dadaismus.

## Ausstellungen (Auswahl)
- 1903: Salon d’Automne (ferner 1904, 1910 bis 1913, 1919 bis 1923)
- 1903: Salon des Indépendants (ferner 1911 bis 1913, 1920 bis 1924)
- 1913: Armory Show, New York
- 1927: Galerie Bernheim-Jeune, Paris
- 1927: Société des Beaux Arts, Nizza
- 1931: Galerie Bernheim-Jeune, Paris
- 1936: International Surrealist Exhibition, London
- 1946: Galerie Denise René, Paris
- 1987: postum mit einigen Werken auf der Documenta 8, Kassel
- 1995/96: Francis Picabia. Machines and Spanish Women, Fundació Antoni Tàpies, Barcelona
- 1997/98: Francis Picabia – Das Spätwerk 1933–1953, Deichtorhallen Hamburg
- 2012: Francis Picabia. Retrospektive, Kunsthalle Krems.
- 2016: Francis Picabia. Eine Retrospektive, Kunsthaus Zürich.
- 2016/17: Francis Picabia: Our Heads Are Round so Our Thoughts Can Change Direction, Museum of Modern Art.

## Werke (Auswahl)

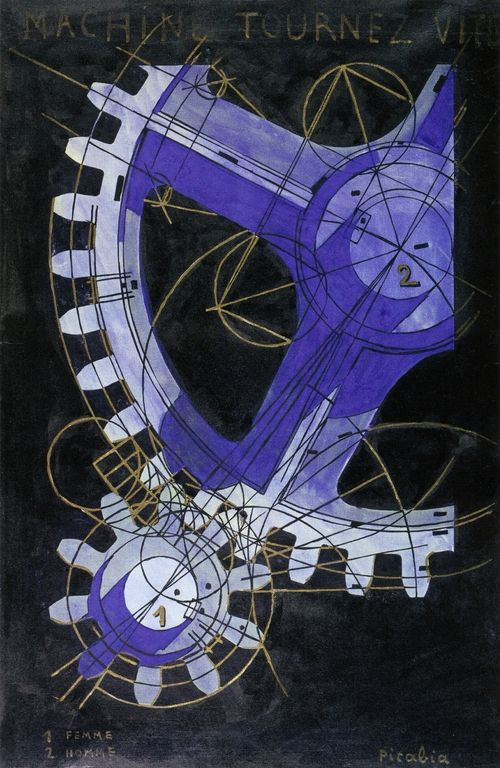
Machine tournez vite, 1917

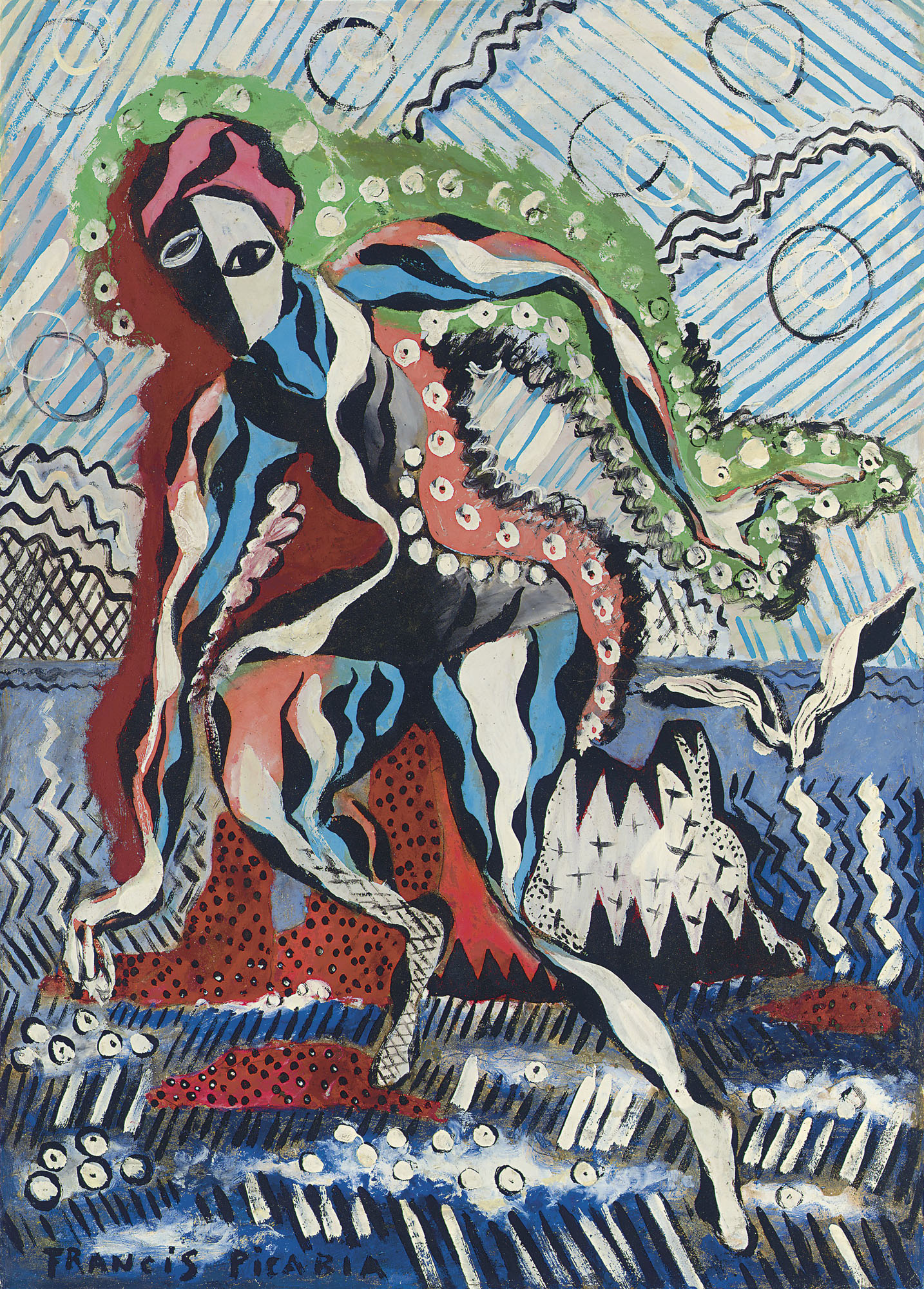
Baigneuse, um 1925–1926

- Danseuse étoile sur un Transatlantique. 1913
- Très rare tableau sur la terre. 1915
- Portrait d’une jeune fille américaine dans l’état de nudité. 1915
- Cinquante-Deux Miroirs. 1917
- Machine tournez vite 1917
- Abstrait Lausanne. 1918
- Pensées sans langage. 1919
- Natures Mortes: Portrait de Cézanne, Portrait de Renoir, Portrait de Rembrandt, 1920
- La femme aux allumettes 1920
- La femme au chien. 1924–1926
- Baigneuse. Um 1925–1926
- Modèle vivant. Um 1924–1927
- Masque en transparence. 1925–1928
- Espagnole et agneau de l'apocalypse. Um 1927–1928
- Ridens und Hera. Um 1929
- Portrait de jeune fille. Um 1930
- Portrait de femme. 1930–1931
- Pieris. Um 1930–1931
- Femme au serpent. 1939–1940
- Deux nus. Um 1941
- Femme au chrysanthème. Um 1942
- Montparnasse. 1940–1941
- Femme à la fenêtre et nue. Um 1941–1942
- Suzanne. Um 1945
- Bonheur de l’Aveuglement. 1947
- Ça m’est égal. 1947
- Bleu. 1949
- L’encerclement. 1950
- Mardi. 1951

Schriften:
- Francis Picabia: Unser Kopf ist rund, damit das Denken die Richtung wechseln kann. (= Kleine Bücherei für Hand & Kopf. Band 31). Aus dem Französischen von Pierre Gallissaires und Hanna Mittelstädt. Edition Nautilus, Hamburg 1995, ISBN 3-89401-245-5
- Francis Picabia: Ecrits 1913–1920. Belfond Paris, 1975, ISBN 2-7144-0211-9
- Francis Picabia: Ecrits 1921–1953 et posthumes. Belfond Paris, 1978, ISBN 2-7144-1120-7
- Entr’acte (Drehbuch, 1924)